# Роликобежный спорт
Роликобе́жный спорт, или роллер-спорт — общее название нескольких видов спорта, в которых спортсмен (роллер) передвигается на роликовых коньках.

## Виды роллер-спорта
Роллер-спорт делится на группы по виду используемых спортсменами роликовых коньков и включает более десятка подвидов.

### Фристайл на роликах
- фристайл-слалом (артистик-слалом, стайл-слалом, фигурный слалом) — исполнение последовательности различных технико-артистических элементов под музыку на ровной горизонтальной площадке, уставленной специальными конусами.
различают:
  - классическое выступление — исполнение логически завершенного набора элементов, синхронизированного с выбранной музыкой;
  - слалом-баттл — соревнование, в котором несколько спортсменов в произвольной форме демонстрируют поочередное исполнение элементов, стараясь исполнить более сложные элементы, чем соперники;
- спид-слалом (скоростной слалом) — проезд за минимальное время на одной ноге дорожки из 20 конусов;
- слайды — выполнение артистических торможений на одной или двух ногах или колесах;
- прыжки в высоту — выполнение прыжка в высоту (на ровной площадке или с трамплина) с преодолением установленной высоты или с исполнением в воздухе артистических элементов (трюков);
- прыжки в длину — преодоление одним прыжком максимально возможного расстояния (на ровной площадке или прыжком с трамплина).

### Спидскейтинг

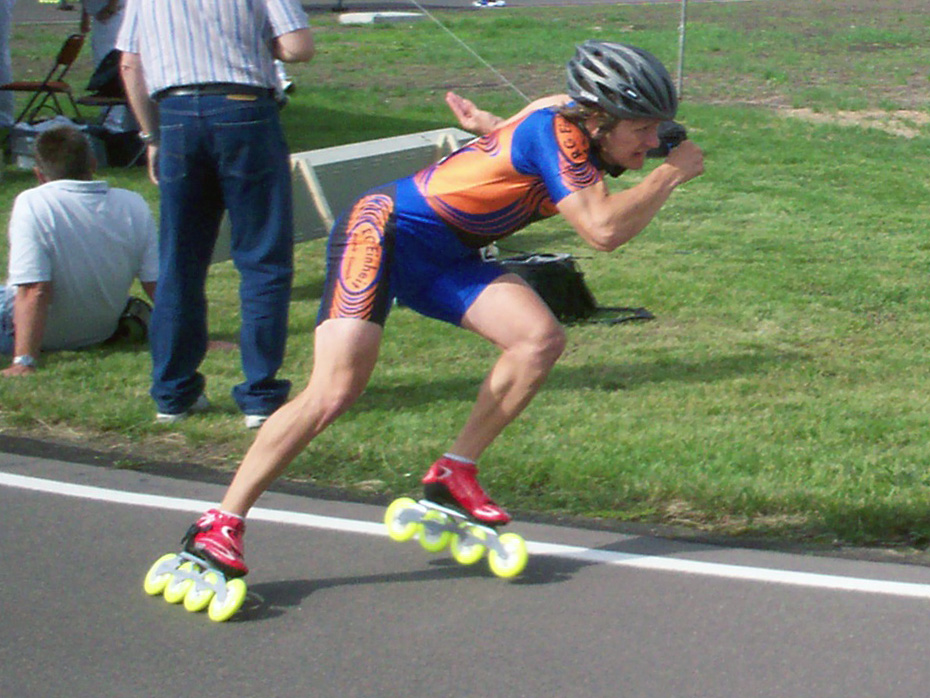
Спидскейтинг

- Спидскейтингспидскейтинг — преодоление дистанции на треке или на шоссе на время.

### Фигурное катание на роликах
- фигурное катание — перемещение по площадке на роликах под музыку с исполнением технико-артистических элементов (прыжки, вращения, развороты). Различают одиночное и парное фигурное катание.

### Роллер-дерби
- роллер-дерби  — командный контактный спорт на треке. Задача игроков — вырваться вперёд, преодолевая оборону команды соперников.

### Агрессивное катание
Агрессивное катание — трюковое катание, основным элементом которого являются прыжки и скольжения на различных частях роликового конька, которые могут дополняться исполнением акробатических трюков в воздухе.

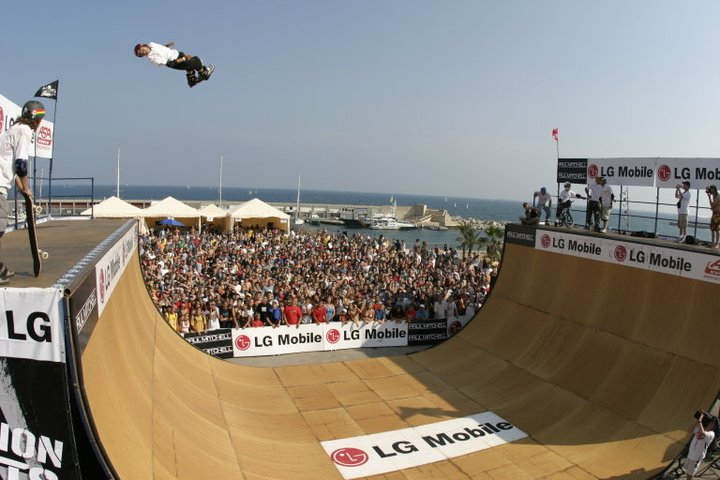
Верт

- Стрит (англ. street — улица) — катание в уличных условиях с целью преодоления препятствий в виде лестниц, перил и парапетов. Роллеры выполняют разнообразные трюковые элементы. Популярными видами трюков являются скольжения по граням и прыжки с препятствий.
- Верт (англ. vertical — вертикаль) — катание в рампе с выполнением трюков. Поклонники этого вида катания традиционно исполняют различные виды вылетов из рампы, стойки на руках скольжения по краю рампы.

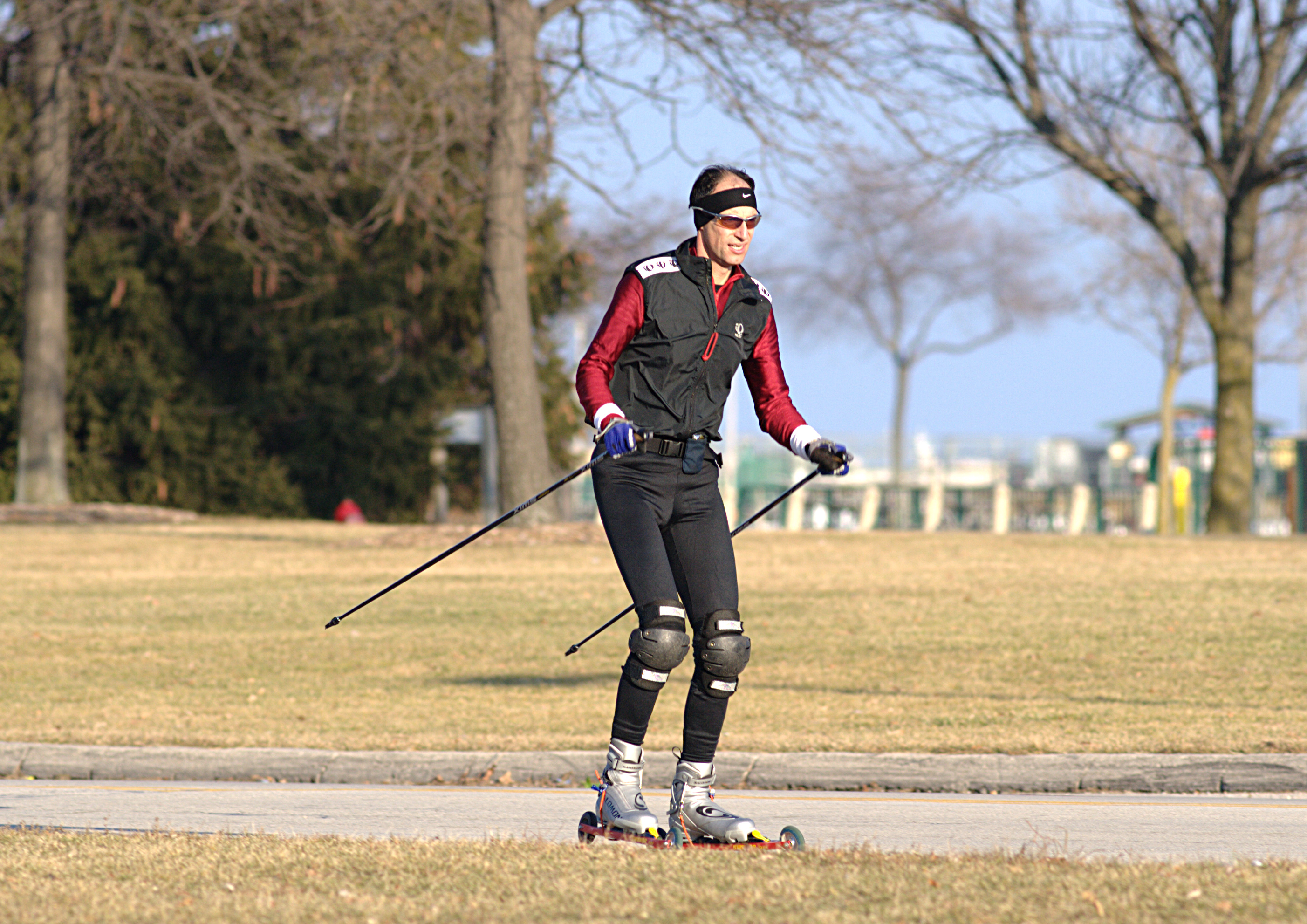
Лыжероллер

## Аналогии с другими видами спорта
Из-за схожих с ледовыми коньками конструкции конька и управления движением многие виды роллерспорта похожи на аналогичные из зимних видов спорта. Однако есть в роллерспорте и свои специфически дисциплины, как, например, слайды.
Часто спортсмены зимних видов спорта занимаются роликовыми видами спорта в качестве тренировок в летнее время: конькобежцы занимаются спидскейтингом, а лыжники катаются на лыжероллерах.
Кроме того, некоторые виды роллер-спорта, как и свои зимние аналоги, предлагались ко включению в Олимпийские виды спорта. Заявки на включение в программу Олимпийских игр подавались к Олимпиадам 2012 и 2016 года и оба раза были отклонены. Следующая попытка будет предпринята к Олимпийским играм 2020 года.

## Организации
Деятельность роллер-спорта регулируется несколькими организациями. Они создают правила, проводят соревнования, занимаются обучением спортсменов, и т. п.
В мире:
- Fédération Internationale de Roller Sports (FIRS) — Международная федерация роллер-спорта
- World Slalom Skaters Association (WSSA)
- International Freestyle Skaters Association (IFSA)
- Aggressive Skaters Association (ASA)

В России:
- Федерация роллер-спорта России (включает в себя Лигу спидскейтинга).

## Мероприятия
Крупнейшими событиями являются чемпионаты мира по различным видам роллер-спорта, на которые съезжаются лучшие спортсмены со всех концов планеты. Помимо них проводятся региональные соревнования: по континентам, регионам, странам, а внутри стран — по округам. областям и городам.
Оцениваться могут как абсолютные показатели (время прохождения дистанции в спидскейтинге, высота прыжка в прыжках в высоту), так и относительные (техника и зрелищность в фигурном катании, агрессивном катании, фристайл-слаломе).

### Фристайл на роликах
Крупнейшие события в мире:
- Paris World Slalom Cup в Париже.

Крупнейшие события в России:
- Чемпионат федерации роллер-спорта по фристайлу на роликовых коньках (чемпионат России);
- Rollerclub Cup — сильнейшее международное соревнование Мировой слаломной серии (World Slalom Series), проводимое в России[5];
- Style 64 Contest — крупнейшие в России соревнования с наибольшим количеством проводимых дисциплин[6];
- Инлайн-Весна — этап Кубка России, проходящий ежегодно в Воронеже 7-8 мая;
- White See Cup — крупные соревнования в Северодвинске, этап Мировой слаломной серии.

Нередки и любительские соревнования, которые небольшие группы роллеров проводят сами для себя, зачастую по упрощенным правилам. Порой такие соревнования вырастают до достаточно высокого уровня, как например, соревнования White Sea Cup в Северодвинске.

### Спидскейтинг
- Чемпионат России по спидскейтингу, проводимый Лигой спидскейтинга Федерации роллер-спорта.

### Агрессивные ролики
Крупнейшим событием являются Всемирные экстремальные игры, в которые разные виды катания на агрессивных роликах входят в виде показательных выступлений.

## Персоналии

### В России
- Симон Маргорян — почетный президент Федерации роллер-спорта России
- Владимир Ткачев — действующий президент Федерации роллер-спорта России, член комитета по фристайлу Международной федерации роллер-спорта (FIRS), президент комитета по фристайлу европейской конфедерации роллер-спорта (CERS), судья международной категории WSSA, обладатель специальной награды WSSA «Best сoach» по результатам 2011—2012 гг.[7]
- Кирилл Рязанцев — двукратный чемпион мира по роликовым конькам, спортсмен и инструктор по роликовым конькам в России, основатель первой отечественной роллер школы
- Дарья Кузнецова — Чемпион Мира 2014-2016, Чемпион Европы 2012-2016 по фристайлу на роликовых коньках, 1-е место в мировом рейтинге по фристайлу 2012-2014, 2016  годов среди женщин
- Сергей Тимченко — Чемпион Мира 2014-2016, Чемпион Европы 2014-2016 по фристайлу на роликовых коньках, 1-е место в мировом рейтинге по фристайлу 2014-2016 годов среди мужчин
- Ольга Фокина — чемпион мира 2012 по слайдам
- Леонид Камбуров — один из опытнейших российских верт-роллеров. Занял третье место на чемпионате Европы в 2010 году.